# Лідія Барчелла
Лідія Барчелла (італ. Lidia Barcella; нар. 21 квітня 1997) — італійська легкоатлетка, яка спеціалізується в спортивній ходьбі.

## Спортивні досягнення
Переможниця (в командному заліку) та бронзова призерка (в особистому заліку) командного чемпіонату Європи з ходьби на дистанції 35 км (2021).